# Estaleiro Imperial de Kiel
O Estaleiro Imperial de Kiel (em alemão: Kaiserliche Werft Kiel) foi um estaleiro alemão sediado na cidade de Kiel na província de Schleswig-Holstein do Reino da Prússia. Foi fundado em 1867 com o nome de Estaleiro Real de Kiel, sendo depois renomeado para Estaleiro Imperial em 1871 com a fundação do Império Alemão.

## História
A Prússia tinha construído em 1865 um depósito militar no rio Schwentine, fazendo de Kiel um importante porto da Confederação da Alemanha do Norte. O estaleiro foi inicialmente estabelecido no local de um antigo estaleiro fundado por Georg Howaldt, porém mudou-se para o distrito de Gaarden-Ost em 1899. Ele expandiu-se muito até 1904, forçando a Germaniawerft a abrir mão parte de seu espaço e tomando completamente a área da antiga vila de pescadores de Ellerbek.
O estaleiro foi fechado em 1918 depois da derrota da Alemanha na Primeira Guerra Mundial, porém reabriu em 1925 quando a Deutsche Werke foi fundada no mesmo local, continuando na ativa até 1945 ao final da Segunda Guerra Mundial. O estaleiro ressurgiu em 1955 com a fundação da Howaldtswerke-Deutsche Werft.